# Safiental
Safiental é uma comuna da Suíça, situada na região de Surselva, no cantão de Grisões. Tem 151,42 km² de área e sua população em 2018 foi estimada em 902 habitantes.
Foi criada em 1 de janeiro de 2013, a partir da fusão das antigas comunas de Valendas, Versam, Safien e Tenna.